# Golub-Dobrzyń
Golub-Dobrzyń è una città polacca del distretto di Golub-Dobrzyń nel voivodato della Cuiavia-Pomerania.

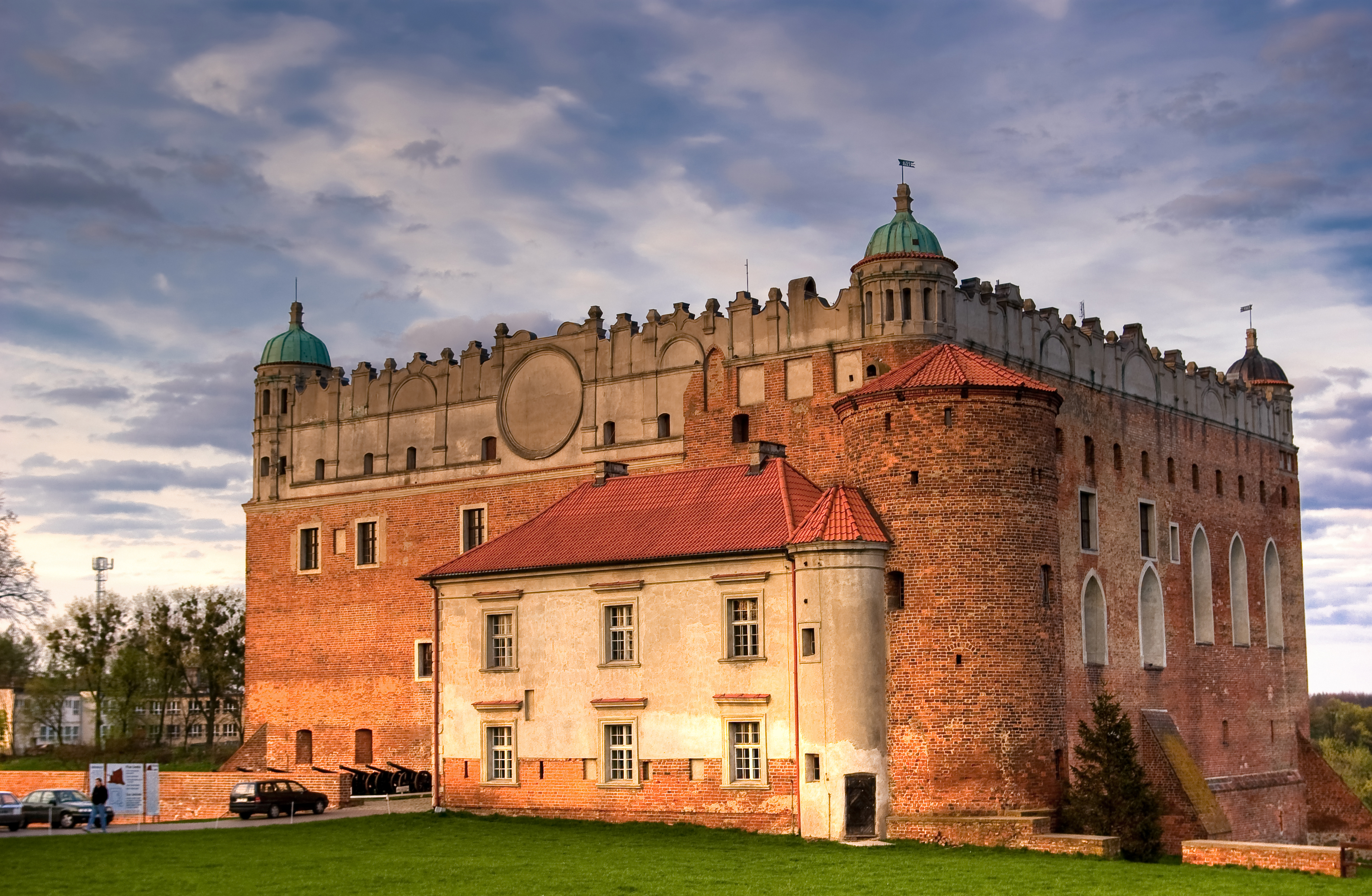
Castello

Ricopre una superficie di 7,50 km² e nel 2007 contava 12 897 abitanti.

## Storia

### Simboli
Il più antico sigillo della città risale al XIV secolo e mostra un cavaliere dell'Ordine Teutonico — ordine a cui all'epoca apparteneva il territorio —, appoggiato ad una spada ed affiancato da due alberi, su ciascuno dei quali è posato un uccello. L'unico altro sigillo cittadino conosciuto risale al XVI secolo e mostra invece una figura femminile con in mano una colomba. Questa era un'arma parlante poiché in polacco Golab significa "colomba".